# شهرستان مور (کارولینای شمالی)
شهرستان مور، کارولینای شمالی (به انگلیسی: Moore County, North Carolina) یک سکونتگاه مسکونی در ایالات متحده آمریکا است که در کارولینای شمالی واقع شده‌است.

## خصوصیات
شهرستان مور ۱٬۸۲۸٫۵۴ کیلومترمربع مساحت دارد.